# David Ondříček
David Ondříček (* 23. června 1969, Praha) je český režisér a producent.
Je synem kameramana Miroslava Ondříčka. Vystudoval pražské Gymnázium Na Zatlance a následně dokumentaristiku na FAMU (1987–1992), jeho debutem se stal v roce 1996 film Šeptej. Roku 1999 založil produkční společnost Lucky Man Films, se kterou natočil svůj druhý celovečerní film Samotáři (2000). Spolu s Jiřím Macháčkem napsal scénář ke svému dalšímu filmu Jedna ruka netleská (2003). V roce 2006 natočil film Grandhotel podle scénáře a stejnojmenné knihy Jaroslava Rudiše. Věnuje se také natáčení reklam a hudebních videoklipů (např. Priessnitz, Mig 21).

## Filmografie
- Šeptej (1996)
- Samotáři (2000)
- Jedna ruka netleská (2003)
- Grandhotel (2006)
- Ve stínu (2012)
- Dukla 61 (2018)
- Zátopek (2021)
- Král Šumavy: Fantom temného kraje (2022)